# Carenzia carinata
Carenzia carinata là một loài ốc biển, là động vật thân mềm chân bụng sống ở biển thuộc họ Seguenziidae.